# L.O.C.'s diskografi
Den danske rapper og sangskriver L.O.C.'s diskografi består af ti studiealbum.

## Album

### Studiealbum
| Titel                                                    | Albumdetaljer                                                              | Højeste placering | Certificering |
| Titel                                                    | Albumdetaljer                                                              | Danmark           | Certificering |
| -------------------------------------------------------- | -------------------------------------------------------------------------- | ----------------- | ------------- |
| Dominologi                                               | - Udgivet: 12. oktober 2001 - Selskab: Virgin - Format: LP, CD             | —                 | - 2× Platin   |
| Inkarneret                                               | - Udgivet: 28. april 2003 - Selskab: Virgin - Format: LP, CD               | 6                 | - Platin      |
| Cassiopeia                                               | - Udgivet: 12. september 2005 - Selskab: Virgin - Format: LP, CD, download | 1                 | - Platin      |
| Melankolia/XxxCouture                                    | - Udgivet: 17. marts 2008 - Selskab: Virgin - Format: LP, CD, download     | 1                 | - 3× Platin   |
| Libertiner                                               | - Udgivet: 14. marts 2011 - Selskab: Virgin - Format: LP, CD, download     | 1                 | - Platin      |
| Prestige, Paranoia, Persona Vol. 1                       | - Udgivet: 23. marts 2012 - Selskab: SGMD - Format: LP, CD, download       | 7                 |               |
| Prestige, Paranoia, Persona Vol. 2                       | - Udgivet: 1. oktober 2012 - Selskab: SGMD - Format: LP, CD, download      | 1                 | - Platin      |
| Sakrilegium                                              | - Udgivet: 30. januar 2014 - Selskab: SGMD - Format: LP, CD, download      | 1                 | - Platin      |
| Ekkokammer                                               | - Udgivet: november 2019 - Selskab: SGMD - Format: tba                     | 6                 | - Ukendt      |
| Fuck L.O.C.                                              | - Udgivet: 2021 - Selskab: SGMD - Format: download, streaming              | —                 | - Ukendt      |
| "—" markerer en udgivelse der ikke opnåede en placering. |                                                                            |                   |               |

### Opsamlingsalbum
| Titel   | Albumdetaljer                                                              | Højeste placering | Certificering |
| Titel   | Albumdetaljer                                                              | Danmark           | Certificering |
| ------- | -------------------------------------------------------------------------- | ----------------- | ------------- |
| Anno XV | - Udgivet: 28. oktober 2016 - Selskab: SGMD, Virgin - Format: CD, download | 1                 | - Guld        |

### EP'er
| Titel                                 | Albumdetaljer                                                   | Højeste placering |
| Titel                                 | Albumdetaljer                                                   | Danmark           |
| ------------------------------------- | --------------------------------------------------------------- | ----------------- |
| Grand Cru - Musik inspireret af livet | - Udgivet: 31. december 2014 - Selskab: SGMD - Format: Download | 2                 |
| Dominologi XV Veteran                 | - Udgivet: 16. juni 2017 - Selskab: SGMD - Format: LP, download |                   |

## Singler
| År                                                       | Titel                                  | Højeste placering | Certificering | Album                              |
| År                                                       | Titel                                  | Hitlisten         | Certificering | Album                              |
| -------------------------------------------------------- | -------------------------------------- | ----------------- | ------------- | ---------------------------------- |
| 2007                                                     | "Hospital" (feat. Nephew)              | 1                 |               |                                    |
| 2008                                                     | "XXX Couture"                          | 2                 |               |                                    |
| 2008                                                     | "Hvorfor Vil Du Ikk'?"                 | 11                |               |                                    |
| 2008                                                     | "Superbia"                             | 15                |               |                                    |
| 2009                                                     | "Kun for Dig" (feat. Medina)           | 1                 |               |                                    |
| 2011                                                     | "Ung For Evigt"                        | 2                 |               | Libertiner                         |
| 2011                                                     | "Libertiner" (feat. Johan Olsen)       | 23                |               | Libertiner                         |
| 2011                                                     | "Momentet" (feat. U$O)                 | 3                 |               | Libertiner                         |
| 2011                                                     | "Langt Ude"                            | 22                |               | Libertiner                         |
| 2012                                                     | "Noget Dumt"                           | 3                 |               | Prestige, Paranoia, Persona Vol. 1 |
| 2012                                                     | "Helt Min Egen" (feat. Barbara Moleko) | 1                 |               | Prestige, Paranoia, Persona Vol. 2 |
| 2014                                                     | "Marquis"                              | 1                 |               | Sakrilegium                        |
| 2016                                                     | "Ti Fod Høj"                           | 22                |               | Anno XV                            |
| "—" markerer en udgivelse der ikke opnåede en placering. |                                        |                   |               |                                    |

## Mixtapes
- 2007 Nyt fra Vestfronten
- 2008 Nyt fra Vestfronten 2 - Spil lige så dum som de andre Edition
- 2009 Nyt fra Vestfronten 3

## Medvirkender
- 1999 Nede for alt Funkalation Diverse kunstnere (Skandaløs)
- 2000 Selvtægt Reflexion Cas (Skandaløs)
- 2000 Slug og smut og FIP 47,4 Tabu Recz Diverse Kunstnere (Tabu Records)
- 2001 Generation W Definitionen Af En Stodder Den Gale Pose (Warner Music Denmark)
- 2001 Definitionen af en stodder Single Den Gale Pose (Warner Music Denmark)
- 2001 Vi ved hvordan man gør det Mr.Mista Uso (Skandaløs)
- 2001 F.I.P.G. Dogmelistic Diverse Kunstnere (Chill.dk)
- 2001 Et andet sted Smoke & Mirrors Diverse Kunstnere (Rescue Records)
- 2002 Mesterhak Mesterhak Mester Jacob (Empire Music)
- 2003 Skudtæt, Hvem Er En....Kælling, Fat Det, og I Ved At III Ingen Slukker The Stars Suspekt (Tabu Records)
- 2003 Flamingo Fridays Alpha Han Jokeren (EMI Music Denmark)
- 2003 Klar på at bli' fucked up! I R Selv Ude Om D Pimp-A-Lot (In The House Records)
- 2003 Hva' er det du siger? Dropdead Vol.4 Ezi Cut (Drop Dead)
- 2004 Stikkersvin Årgang 79 Niarn (Copenhagen Records)
- 2004 Havnen pt.2 Kvinde Din Single Jokeren (EMI Music Denmark)
- 2004 Der skal mere til Gadeplan Diverse Kunstnere (Sonny B Records)
- 2004 Lækker remix Uudgivet Nik & Jay
- 2004 Plan B III: Folket Bak Nordavind Tungtvann (C+C Records)
- 2004 Playas Lounge Webudgivelse Mark Merek (Webudgivelse)
- 2005 Dygtig dygtig Jegvilgerneduvilgerneviskalgerne U$O (Virgin Music Denmark)
- 2005 Standby og "Inkarneret pt.2 Forklædt Som Voksen troo.l.s & Orgi-E (Tabu Records)
- 2005 Gravøl Gigolo Jesus Jokeren (Universal Music Denmark)
- 2005 Læg dig ned Download Udgivelse Troo.L.S & Orgi-E (Tabu Records)
- 2005 Ey yo Industry Dropout (Mixtape) Baya Feat. U$O, Nat Ill & L.O.C. (Engelsk sproget) (Soul Camp Entertainment)
- 2005 Kære Julemayn Single Monkeybusiness P3 (Track On Track)
- 2005 Hold mig nede Ka' i huske før i tiden Marwan
- 2005 Cowboy Ka' i huske før i tiden Marwan feat. L.O.C.
- 2006 Kærlighed i gaderne Antihelt Niarn (Copenhagen Records)
- 2006 Highroller Viskalallegernehamer player mix vol.1 Uso (Virgin Music Denmark)
- 2006 Fra mit kvarter Det Passer.. Johnson (Artpeople)
- 2006 Rulla tungt Siste Skanse Tungtvann (C+C Records)
- 2006 En i flokken Ta' Det Tilbage Nu Alex (Artpeople)
- 2006 Havnen - Drop Dead Mix Tape Vol. 6  - Ezi Cut
- 2007 Ingen diskussion Hold Nu! Uso (Sonet Records)
- 2007 Regel nr. 1 P.E.R.K.E.R. Marwan (Tabu Records)
- 2007 Din største fan Prima Nocte Suspekt (Tabu Records)
- 2007 Hospital 07.07.07 Nephew (Copenhagen Records)
- 2008 Mr. Næsten Stadig Beskidt Pede B (Run for Cover)
- 2008 Lækker Pt. 2 De Største Nik & Jay
- 2008 Misbrug Suspekt
- 2009 Røde Løber Privilegeret Jooks (ArtPeople)
- 2009 Kun For Dig Kun For Dig Single Medina (LabelMade)
- 2009 Hvem Jeg Var (Hvis Nogen Skulle Spørge Fantasten Kasper Spez (Tabu Records)
- 2010 På vej ned Mennesker Marwan Feat. L.O.C.
- 2011 Helt alene -  Konsekvens 4pro Feat. Kasper Spez & L.O.C. (Target Records)
- 2011 Paranoide? Konsekvens 4pro Feat. L.O.C.
- 2012 Dans På Roser - Niklas - CD1
- 2012 Flyvende - Elektrisk - USO
- 2012 Fuldt Hus - Elektrisk - USO
- 2013: Karma - Din for evigt  - Burhan G
- 2014 Min vej Marwan Marwan Feat. USO & L.O.C.
- 2015 Min liga Remix Pede B Feat L.O.C. Ankerstjerne
- 2016: Århus V Veteran - Marwan
- 2017 Onsdag Single Emil Stabil Feat. L.O.C.
- 2019 Flueben Glædesringeren Jokeren Feat. L.O.C. & Benjamin Hav
- 2021 BIZNEZ Rød Marwan Feat. L.O.C. & Smiley
- 2023 Hvassådair Marwan,USO USO & L.O.C.

### Alzheimer-Klinikken
- 1997 Respekten Stinker
- 1998 Første Trœk

### B.A.N.G.E.R.S.
- 1999 V.I.P.

### Selvmord
- 2009 Selvmord

## Videografi
- 2002 – Drik Din Hjerne Ud
- 2002 – Absinthe
- 2003 – Skudtæt – suspekt
- 2003 – Pop Det Du Har
- 2003 – Undskyld (sang)
- 2004 – Hvem
- 2005 – Frk. Escobar
- 2005 – De Sidste Tider
- 2005 – Du Gør Mig...
- 2005 – Få Din Flaske På feat. Suspekt
- 2006 – Jokeren – Gravøl
- 2007 – Uso – Ingen Diskussion
- 2007 – Nephew – Hospital
- 2008 – XXX Couture
- 2008 – Hvorfor vil du ikk
- 2008 – Superbia
- 2008 – Bare en pige – på MySpace (Webside ikke længere tilgængelig)
- 2009 – Selvmord - Råbe Under Vand
- 2009 – Selvmord - OK
- 2011 – Ung for evigt
- 2011 – Momentet
- 2011 – På Vej Ned med Marwan
- 2012 – langt ude
- 2012 – Jeg Er Judas med Jokeren
- 2012 – Skyd Mig Ned med Pernille Valle

## Filmografi
- 2004 – V/A – Danske Videoer Dér
- 2004 – Suspekt – Ingen Slukker The Stars DVD
- 2005 – Tungtvann – 5 År Og Like Langt DVD
- 2006 – Niarn – Antihelt Limited Edition DVD
- 2007 – Nephew – 07.07.07
- 2008 – L.O.C – XxxManilla
- 2008 – Suspekt – Prima Nocte
- 2009 – Tabu Records – Tabu Records 10 års jubilæum